# Segunda batalla de Huachi
La Segunda batalla de Huachi fue un enfrentamiento ocurrido el 12 de septiembre de 1821 entre tropas independentistas lideradas por el general Antonio José de Sucre y las tropas realistas lideradas por el general Melchor Aymerich, presidente de la Audiencia de Quito. Sucre tras haber vencido en Yaguachi avanzaba hacia Quito, los realistas quienes los seguían de cerca, se posicionaron en un terreno llamado Huachi donde ya habían derrotado a fuerzas guayaquileñas un año atrás.

## Desarrollo de la Batalla
Luego de un breve contacto entre ambas fuerzas, los españoles pretendieron huir. El general José Mires permitió a los batallones Albión y Guayaquil perseguir a los realistas, pero estos fueron atacados por la caballería e infantería realista que dio vuelta y cerro a los batallones patriotas. Con el ejército patriota en desorden y Sucre herido, los patriotas retornaron a Guayaquil con pocos hombres y dejando en el campo de batalla a muchos hombres y pertrechos.
Cabe resaltar que en esta batalla estuvo Agustín Agualongo, futuro líder de las revoluciones en Pasto, quien lucharía en la cruenta Batalla de Ibarra (1823).
Los realistas lograron conservar Quito bajo el dominio español por un tiempo más. Fueron capturados el general Mires y el sargento mayor Antonio Martínez de Pallares. Sucre, que se encontraba herido y desmontado, estuvo a punto de caer prisionero en la desbandada, pero fue salvado oportunamente por el oficial chileno Manuel Jordán Valdivieso, su edecán, quien lo subió a las ancas de su caballo y atravesó las líneas enemigas.

Antonio José de Sucre luchó en la Independencia de Quito.